# Ádám Balajti
Ádám Balajti (ur. 7 marca 1991 w Egerze) – węgierski piłkarz, występujący na pozycji napastnika.